# Riga Football Club
Il Riga Football Club, noto anche come Riga FC, è una società calcistica lettone con sede nella città di Riga. Milita in Virslīga, la massima divisione del campionato lettone di calcio.
Nel suo palmarès ha 3 campionati nazionali e due coppa di Lettonia.

## Storia
Fondata nel 2014 come Caramba Riga, partecipò alla 2. Līga, terza divisione del calcio lettone, vincendola e ottenendo la promozione in 1. Līga. L'anno seguente, per via di una fusione con un'altra squadra locale, prese il nome di Caramba/Dinamo Riga. Arrivò in prima posizione e venne promossa in Virslīga. Nel 2016 cambiò nuovamente denominazione in Riga Football Club, richiamando nel nome e nei colori una società omonima, il Futbola Klubs Rīga, nata nel 1999 e scioltasi nel 2008. Alla prima stagione in massima serie si è classificata in quinta posizione. Nel 2017 perde per due volte la finale della Coppa di Lettonia: nell'edizione 2016-2017 contro il Ventspils e nell'edizione 2017 contro il Liepāja, mentre in Virslīga si classifica al terzo posto.
Nel 2018 vince la Coppa di Lettonia battendo in finale il Ventspils e mette in bacheca il suo primo trofeo nazionale. Il 4 novembre 2018 ha vinto il campionato per la prima volta nella sua storia, con una giornata di anticipo. Nel 2019 esordisce in Champions League incontrando al primo turno gli irlandesi del Dundalk: il doppio confronto viene deciso ai rigori e il Riga FC è eliminato. In campionato si conferma vincendo la Virslīga alla terzultima giornata. Nel 2020 conquista il terzo titolo consecutivo, diventando la terza squadra lettone per numero di campionati vinti.
La striscia di titoli consecutivi si interrompe in Virslīga 2021, in cui il Riga FC, pur essendo stato capolista per alcune giornate, si classifica infine al quarto posto, a 16 punti di distacco dal RFS Riga vincitore. Nel Virslīga 2022 termina al secondo posto, 4 punti dietro al Valmiera vincitore.

## Strutture

### Stadio
Il club disputa gli incontri casalinghi nello Stadio Skonto, il principale impianto nazionale, dotato di 9 500 posti.

## Allenatori e presidenti
- 2016  Kirill Kurbatov (gen.-apr.)
 Dmitri Khomukha (apr.-ago.)
 Vladimir Volchek (ago.-dic.)
- 2017  Vladimir Volchek (gen.-apr.)

 Mihails Konevs(apr.-mag.)
 Evgeni Perevertaylo (mag.-lug.)
 Slavisa Stojanovic (lug.-dic.)
- 2018  Goce Sedloski (gen.-mag.)

 Mihails Konevs (mag.-lug.)
 Viktor Skrypnyk (lug.-dic.)
- 2019  Mihails Konevs (gen.-mar.)

 Oleg Kubarev (mar.-apr.)
 Mihails Konevs (apr.-dic.)
- 2020  Mihails Konevs
- 2021  Denis Laktionov (gen.-mag.)

 Kristaps Blanks (mag.-giu.)
 Andris Riherts (giu.-set.)
 Sashko Poposki (set.-dic.)
- 2022  Thorsten Fink (gen.-mag.)

 Sandro Perkovic (giu.-dic.)
- 2023  Tomislav Stipić

## Palmarès

### Competizioni nazionali
- Campionato lettone: 3

2018, 2019, 2020
- Coppa di Lettonia: 2

2018, 2023
- Supercoppa di Lettonia: 1

2024
- 1. Līga: 1

2015
- 2. Līga: 1

2014

## Statistiche e record

### Partecipazioni ai campionati
| Livello | Categoria | Partecipazioni | Debutto | Ultima stagione | Totale |
| ------- | --------- | -------------- | ------- | --------------- | ------ |
| 1º      | Virslīga  | 8              | 2016    | 2023            | 8      |
| 2º      | 1. Līga   | 1              | 2015    | 2015            | 1      |
| 3º      | 2. Līga   | 1              | 2014    | 2014            | 1      |

### Partecipazioni ai tornei internazionali
Il Riga FC conta 7 partecipazioni alle coppe europee:
- 3 in Champions League (esordio nella stagione 2019-2020, ultima partecipazione nella stagione 2021-2022).
  - Miglior risultato: 1º turno di qualificazione.
- 3 in Europa League (esordio nella stagione 2018-2019, ultima partecipazione nella stagione 2020-2021).
  - Miglior risultato: turno di play-off (2019-2020).
- 2 in Conference League (esordio nella stagione 2021-2022, ultima partecipazione nella stagione 2022-2023).
  - Miglior risultato: turno di play-off (2021-2022).

| Competizione      | GP | V  | P | S | GF | GS |
| ----------------- | -- | -- | - | - | -- | -- |
| Champions League  | 5  | 0  | 3 | 2 | 1  | 4  |
| Europa League     | 10 | 4  | 2 | 4 | 11 | 12 |
| Conference League | 12 | 7  | 2 | 3 | 19 | 12 |
| Totale            | 27 | 11 | 7 | 9 | 31 | 28 |

## Organico

### Rosa 2022
Aggiornata al 28 giugno 2022.
| N. |                      | Ruolo | Calciatore        |
| -- | -------------------- | ----- | ----------------- |
| 3  | Lettonia (bandiera)  | D     | Antons Kurakins   |
| 4  | Serbia (bandiera)    | D     | Miloš Vranjanin   |
| 5  | Grecia (bandiera)    | C     | Thanos Petsos     |
| 7  | Ucraina (bandiera)   | C     | Jurij Vakulko     |
| 8  | Lettonia (bandiera)  | D     | Ritvars Rugins    |
| 9  | Lettonia (bandiera)  | D     | Armands Pētersons |
| 10 | Brasile (bandiera)   | A     | Gabriel Ramos     |
| 11 | Finlandia (bandiera) | A     | Mikael Soisalo    |
| 12 | Lettonia (bandiera)  | P     | Roberts Ozols     |
| 13 | Lettonia (bandiera)  | D     | Raivis Jurkovskis |
| 15 | Lettonia (bandiera)  | A     | Raivis Ķiršs      |
| 16 | Lettonia (bandiera)  | P     | Nils Puriņš       |
| 18 | Francia (bandiera)   | A     | Brice Tutu        |
| 19 | Ghana (bandiera)     | A     | Joselpho Barnes   |

| N. |                         | Ruolo | Calciatore              |
| -- | ----------------------- | ----- | ----------------------- |
| 20 | Argentina (bandiera)    | C     | Gonzalo Muscia          |
| 21 | Ghana (bandiera)        | D     | Baba Musah              |
| 25 | RD del Congo (bandiera) | D     | Ngonda Muzinga          |
| 29 | Francia (bandiera)      | A     | Jean-Baptiste Léo       |
| 32 | Brasile (bandiera)      | C     | Wesley Natã             |
| 33 | Lettonia (bandiera)     | A     | Vladimirs Kamešs        |
| 34 | Lettonia (bandiera)     | D     | Antonijs Černomordijs   |
| 36 | Senegal (bandiera)      | D     | Mouhamed El Bachir Ngom |
| 77 | Bielorussia (bandiera)  | C     | Juryj Kendyš            |
| 80 | Ucraina (bandiera)      | C     | Vladlen Jurčenko        |
| 90 | Ucraina (bandiera)      | A     | Oleksandr Filippov      |
| 91 | Bulgaria (bandiera)     | A     | Georgi Minčev           |
| 94 | Austria (bandiera)      | D     | Christoph Martschinko   |